# 葉牙副獅子魚
葉牙副獅子鱼，为輻鰭魚綱鮋形目杜父魚亞目狮子鱼科的其中一種。分布於北太平洋區，包括白令海、阿留申群島、美國奧勒岡州至加州中部海域，屬深海底棲性魚類，棲息在水深541至1000公尺的海域，背鰭軟條54至56枚；臀鰭軟條49至51枚；脊椎骨59至61個，體長可達8.9公分，生活習性不明。